# Ve noticias
Ve noticias era un noticiero emitido por CuartaVisión (anteriormente Canal V La Serena-Coquimbo) en Chile entre 2005 y 2008. Cuando se iniciaron las transmisiones de Canal V La Serena-Coquimbo, el 5 de mayo de 2005, Ve noticias era emitido a las 21:00 horas, y posteriormente se trasladó a las 22:00 horas. 

## Historia
El noticiero fue conducido en sus primeros meses por Maximiliano Hartard, ex rostro de 24 horas: Red Coquimbo, de la señal local de Televisión Nacional de Chile; mientras que en el resumen de fin de semana era conducido por Gustavo Godoy, donde también se daba lectura a los titulares de cada edición de Semanario Tiempo. Luego de la salida de Hartard de Canal V, la conducción sería asumida esporádicamente por Juan Carlos Thenoux, Gustavo Godoy y Rodrigo Gutiérrez. Finalmente la conducción sería asumida por Darwin Cortés.
Finalmente, a mediados de 2006, el canal cambiaría de nombre. Ve noticias continuaría como el noticiero, pero esta vez, en un intento por ampliar las informaciones, se realiza un acuerdo con Ovalle Televisión para el intercambio de noticias, y además al final del noticiero se emite esporádicamente el informativo Notas del Choapa, preparado por Minera Los Pelambres en el cual se da cuenta de los avances de la provincia debido a los aportes de la empresa cuprera.
El noticiero finalizó en agosto de 2008, dando paso a Cuartavisión Noticias, el nuevo informativo del canal, que comenzó a ser emitido el 4 de agosto del mismo año.

## Presentadores
- Maximiliano Hartard (2005)
- Gustavo Godoy (2005, edición de fin de semana)
- Juan Carlos Thenoux (2005)
- Darwin Cortés (2006)